# Mont Blanc
Mont Blanc (tiếng Pháp, ngọn trắng) hay Monte Bianco (tiếng Ý, có cùng nghĩa), cũng gọi là "La Dame Blanche" (tiếng Pháp, quý bà trắng) là một ngọn núi ở dãy núi Anpơ. Với độ cao của đỉnh là 4.810 m, đây là núi cao nhất ở Anpơ và Tây Âu.
Mont Blanc thuộc dãy Mont Blanc, nằm ở giữa tỉnh Haute-Savoie của Pháp và thung lũng Aoste của Ý. Với độ cao 4.810,9 mét, đây là đỉnh cao nhất Tây Âu. Tên Mont Blanc hay Monte Bianco theo tiếng Ý đều có nghĩa là đỉnh núi trắng. Đây cũng là một mục tiêu tranh chấp giữa Pháp và Ý.

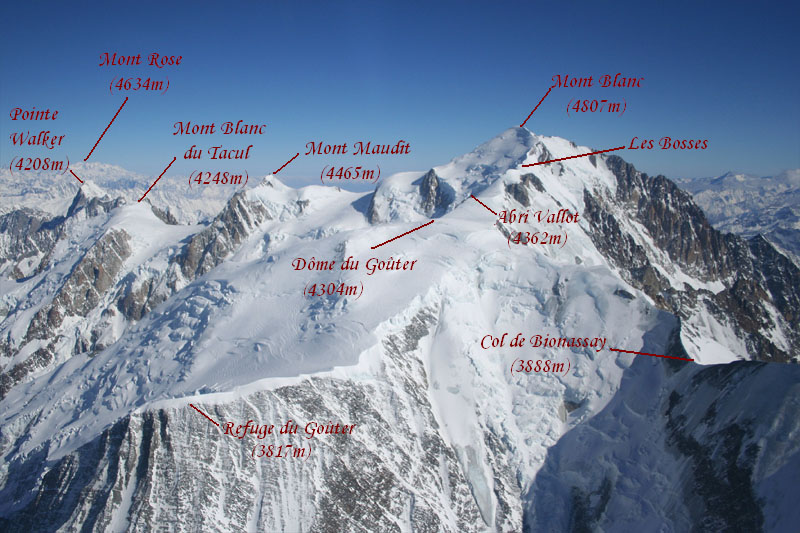
Đỉnh Mont Blanc và những ngọn núi cạnh bên trong dãy Mont Blanc (en)